# خط ۸ متروی سئول
خط ۸ متروی سئول (انگلیسی: Seoul Subway Line 8) یکی از خطوط متروی سئول است.
این خط که در سال ۱۹۹۶ تأسیس شده دارای ۱۷ ایستگاه و ۱۷٫۷ کیلومتر طول است. 

## نگارخانه

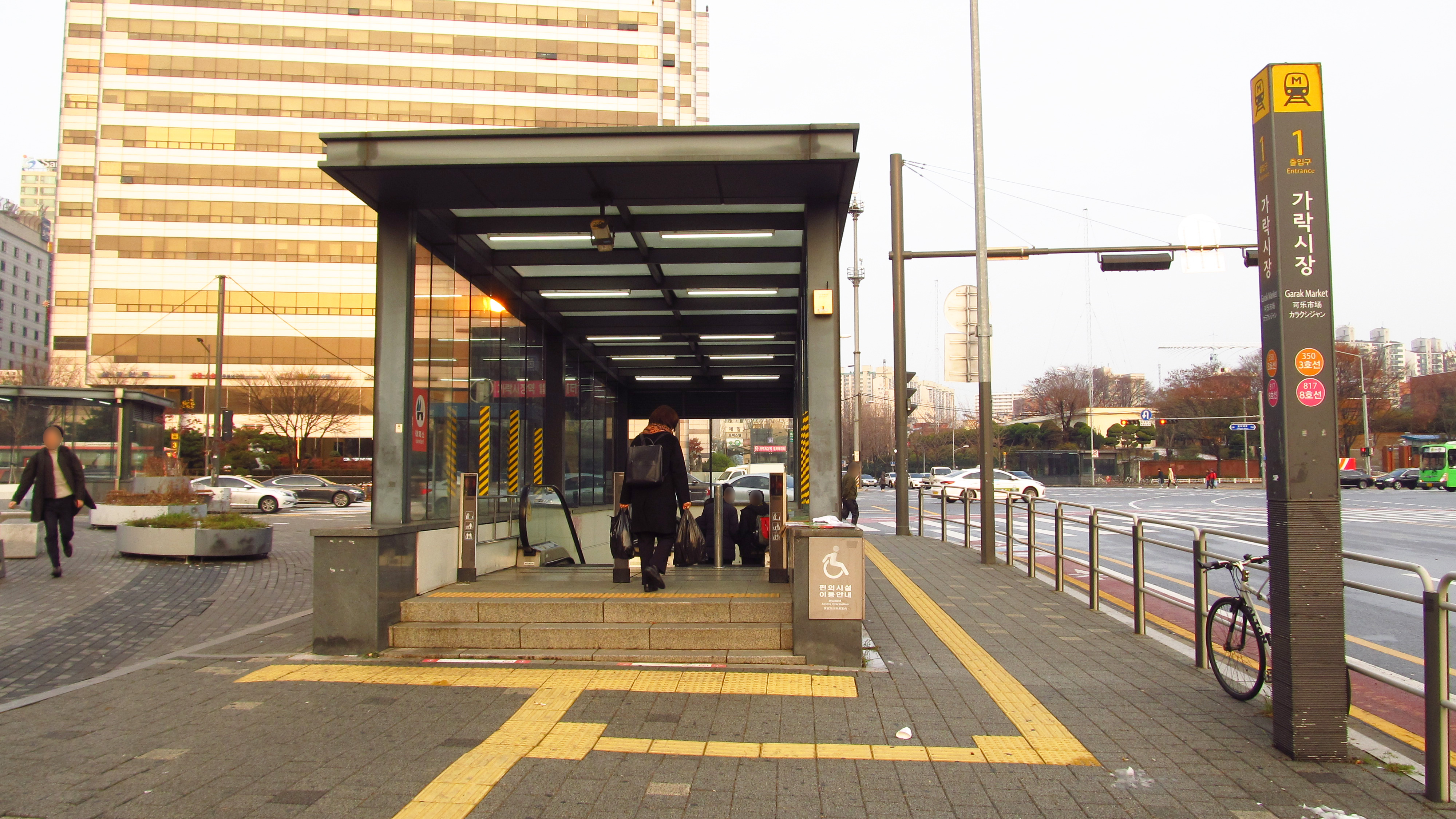
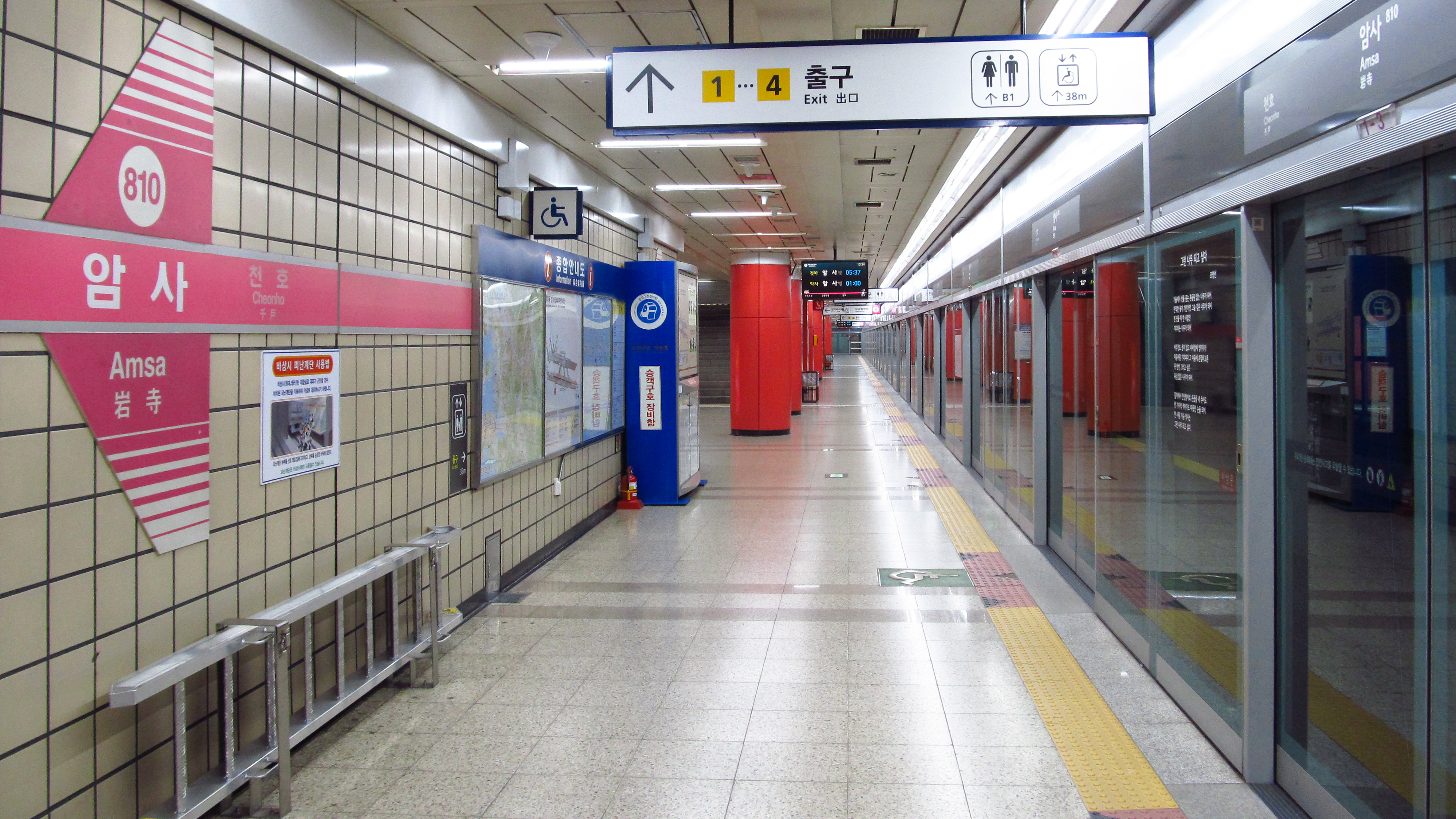
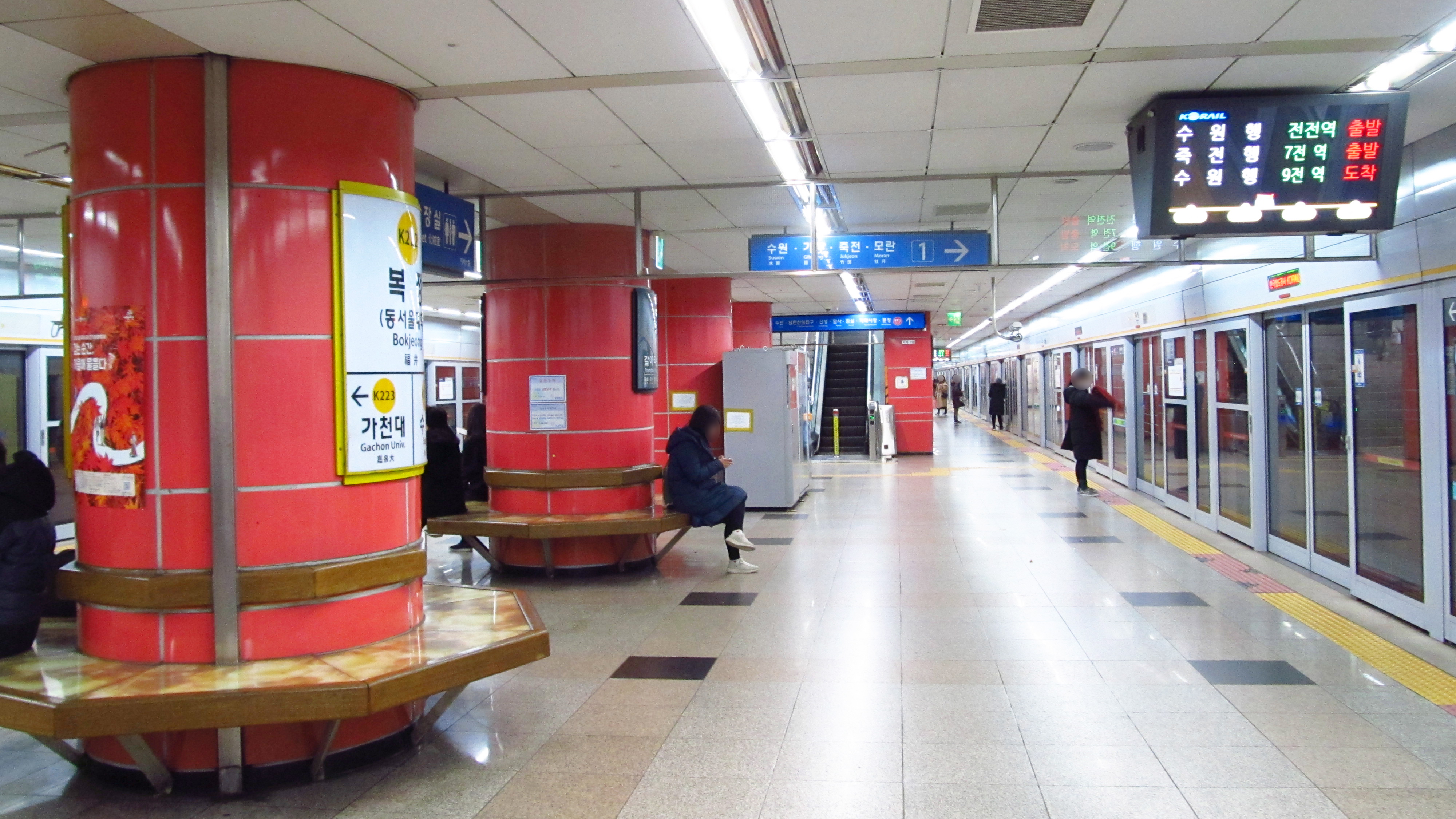
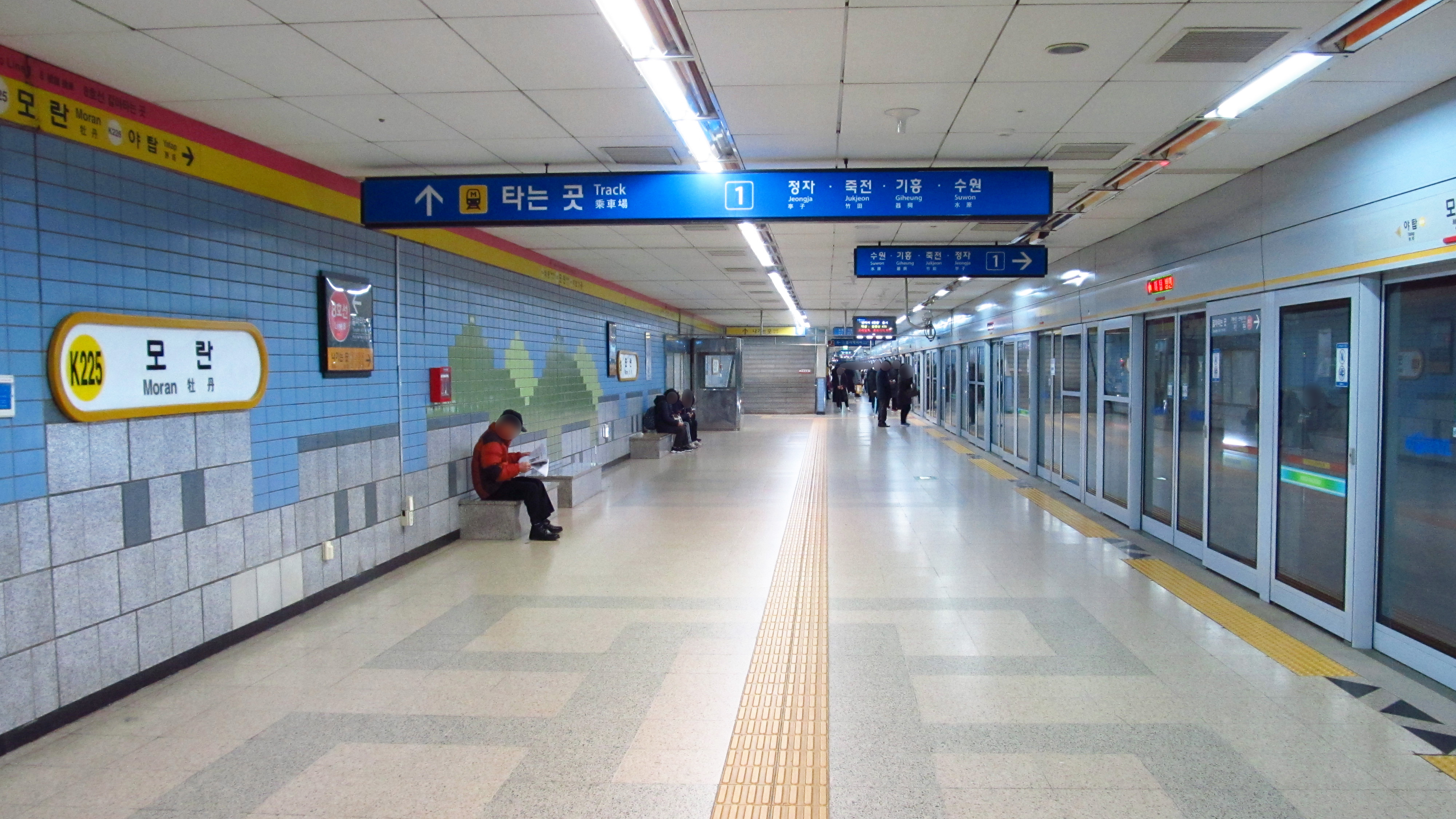